# Chwitscha Schubitidse
Chwitscha Schubitidse (georgisch ხვიჩა შუბითიძე; * 31. August 1974 in Rustawi, GSSR; Schreibweise auch Khvicha Shubitidze) ist ein ehemaliger georgischer Fußballspieler.

## Spielerkarriere
Schubitidse spielte in Georgien bei Imedi Tiflis, Tetri Arsiwibei und Schewardeni-1906 Tiflis, 1 ehe er in Deutschland, zunächst beim FSV Optik Rathenow, heimisch wurde. 1998 wechselte der Offensivspieler zu Altmark Stendal. Bereits ein Jahr später ging er zum FSV Zwickau, für den er drei Jahre lang aktiv war. 2002 schloss er sich dem FC Erzgebirge Aue an, mit dem er in seiner ersten Saison in die Zweite Liga aufstieg. In zwei Spielzeiten in der zweithöchsten Spielklasse absolvierte er für die „Veilchen“ 45 Spiele und erzielte dabei neun Tore.
2005 wechselte er zum FC St. Pauli in die Regionalliga Nord. In 32 Einsätzen erzielte er hier vier Treffer, ehe er nach nur einem Jahr zum Oststeinbeker SV ging, für den er in der Landesliga spielte. Im Abstand von jeweils einer Saison wechselte er danach zunächst 2007/08 zum Halleschen FC in die Fußball-Oberliga Nordost (Staffel Süd), 2008/09 zum FSV Zwickau und 2010/11 zum FC Sachsen Leipzig. In der Saison 2011/2012 und 2012/2013 spielte er bei SG LVB Leipzig in der Bezirksliga.

## Trainerkarriere
Ab der Saison 2013/2014 war er als Trainer der 1. Herrenmannschaft bei SG LVB Leipzig tätig. Nach zwei Spielzeiten wechselte er in die Nachwuchsabteilung des Halleschen FCs. Nachdem er in der zwischen 2015 und 2017 die U17 des Vereins trainierte, war er zwischen 2017 und 2021 für die hallische A-Jugend zuständig, mit der ihm der Aufstieg in die U19-Bundesliga gelang. Am 15. April 2021 verließ er den HFC und übernahm den Cheftrainerposten von FC Saburtalo Tiflis.

## Familiäres
Sein Sohn Luca Schubitidse ist ebenfalls Fußballer und spielte in der Regionalliga für den Bischofswerdaer FV 08.